# Глухенький Микола Герасимович
Мико́ла Гера́симович Глухе́нький (6 грудня 1929, Хороль — 23 січня 1993, Фастів Київської області) — український письменник і перекладач, дисидент.

## Життєпис
Народився 6 грудня 1929 року в селі Хоролі (нині Хорольський район Приморського краю, Російська Федерація). Українець. У 1939 році, рятуючись від переслідувань, його сім'я переїхала в Українську РСР, в місто Фастів. У 1948 році закінчив Фастівську середню школу № 19 (нині Ліцей-СЗОШ № 9).
У 1948—1950 роках навчався на філософському факультеті Київського університету. У 1950 році був заарештований як член «Антирадянської повстанської організації» і засуджений до 10 років таборів ГУЛАГу. Звільнений у 1955 році (реабілітований у 1989 році). У 1959 році закінчив історичний факультет Київського університету.
З 1960 року працював вчителем історії вечірньої школи. Також працював директором книжкового магазину в Фастові. Був хворий на епілепсію, від якої і помер у Фастові 23 січня 1993 року. Похований у Фастові на Інтернаціональному кладовищі.

## Творчість
Автор
- історичних романів «Коліївщина» (Київ, 1966) та «Колії» (Київ, 1968), в яких відтворена широка панорама національно-визвольного селянського руху в Україні у 18 столітті, показані колоритні образи ватажків повсталих мас Івана Гонти, Максима Залізняка, Семена Неживого, Андрія Журби, Микити Швачки;
- повісті «Михайло Максимович» — художньо-біографічна розповідь про українського вченого Михайла Максимовича (Київ, 1969).

З російської мови переклав твори М. Алексєєва, Юрія Бондарева, з білоруської — Василя Хомченка, Олеся Якимовича, з башкирської — Ібрагіма Гіззатуліна.

## Вшанування
У Фастові:
- у 2016 році вулиця та провулок Будьоного, згідно з Рішенням № 8-VІІІ-VІІ від 29 січня, перейменовані відповідно на вулицю і провулок Миколи Глухенького[2];
- з 25 липня 2000 року діє громадська організація «Пошук» імені Миколи Глухенького[3];
- з 2000 року при Фастівській загальноосвітній школі № 4 діє Музей імені Миколи Глухенького[4].